# 夏威夷-天皇海山链

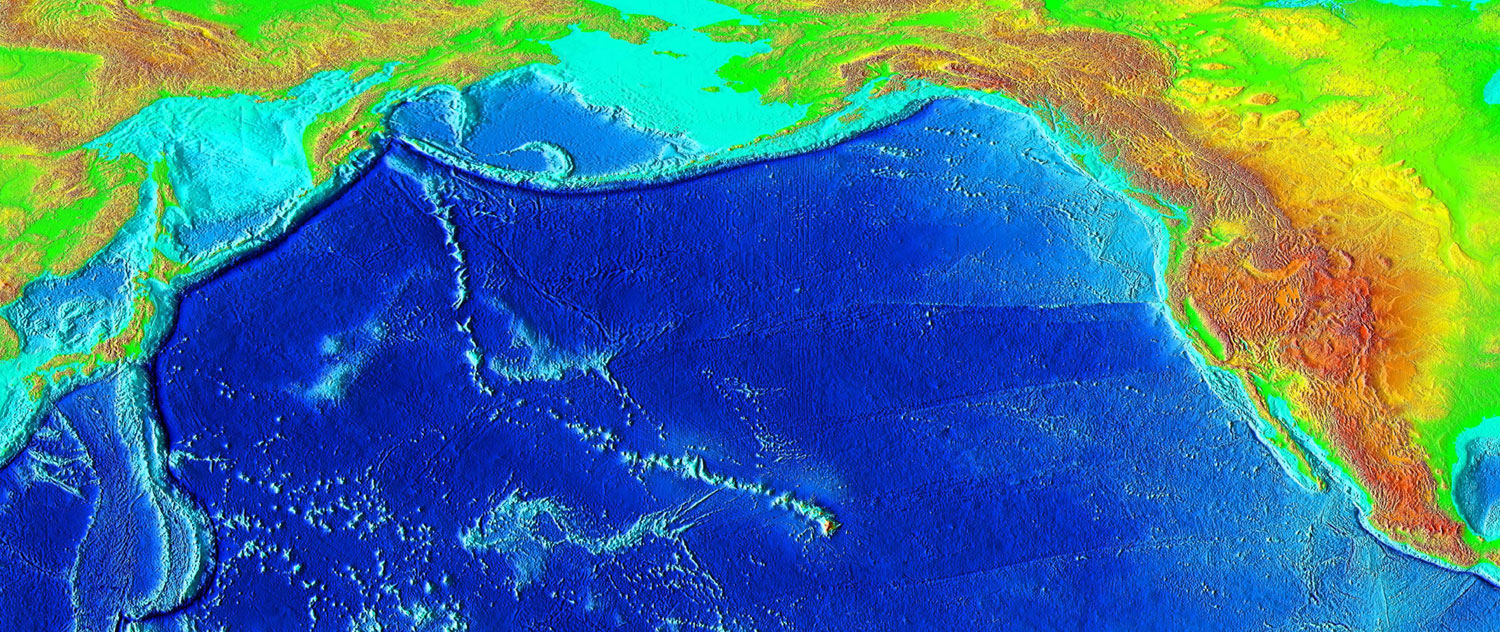
太平洋海底的俯视图，图上显示了从夏威夷群岛向西北延伸的一长串水下山脉

夏威夷-天皇海山链（或称夏威夷-皇帝海山链）由夏威夷海岭和天皇海山组成。夏威夷海岭包括夏威夷群岛各岛屿，向西北一直到库雷环礁；天皇海山则是北太平洋海底的一大片水下山地，包括一系列从东南向西北呈线状排列的岛屿，间断的海底山、环礁、浅滩、海隆和暗礁。这一海山链包括80多座已鉴别出的海底火山，从太平洋最西北处的阿留申海沟直到位于夏威夷岛东南35公里处的链中最年轻的火山羅希海底山，绵延3600英里以上。夏威夷群岛就是夏威夷-天皇海山链中突出于海平面之上的部分。

## 形成

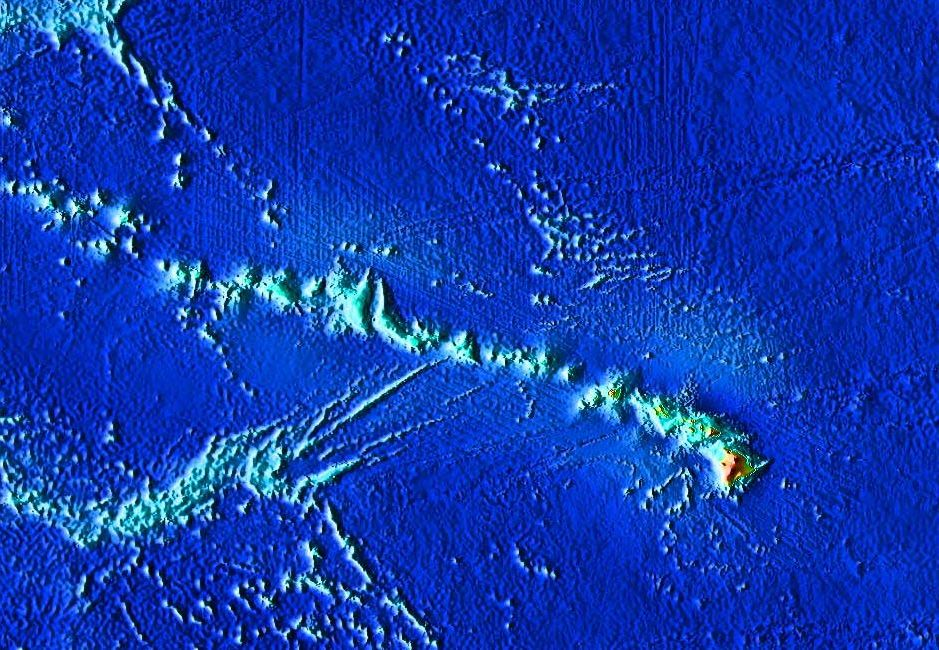
夏威夷-天皇海山链，放大了目前的可居住岛屿

1963年，地质学家约翰·图佐·威尔逊为夏威夷-天皇海山链的起源提出假说，认为它们是在太平洋板块向西北方向漂移时，由一个静止不动的火山活动热点顺次形成的，因而其中越近尾部的火山岛和海山，所受的侵蚀也越多。这个假说能够解释其他假说难以解释的一个现象，即在链中有一个拐点。这个拐点标志着太平洋板块的运动在大约4700万年前曾经发生过改变，其方向从偏北转为更接近西北。因此，在地质学教科书中，这个拐点已经被用来作为板块如何相对突然地改变其运动方向的例子。USGS的一幅表示夏威夷群岛的起源（页面存档备份，存于）的地图明确地显示出了这个拐点。
不过，较近的研究表明，这个热点本身可能在向南移动（Tarduno et al., 2003）。Sharp and Clague (2006)对从南部和中部天皇海山链中的火山采得的岩石做了氩-氩测年，结果显示，海山链的方向改变开始于约5000万年前，一直持续到4200万年前，也即太平洋板块运动方向的改变的发生时间可能长达800万年以上。这些都表明，夏威夷-天皇海山链的形成过程，可能要比教科书上的静止热点的解释更为复杂。